# Список особо охраняемых природных территорий Красноярского края

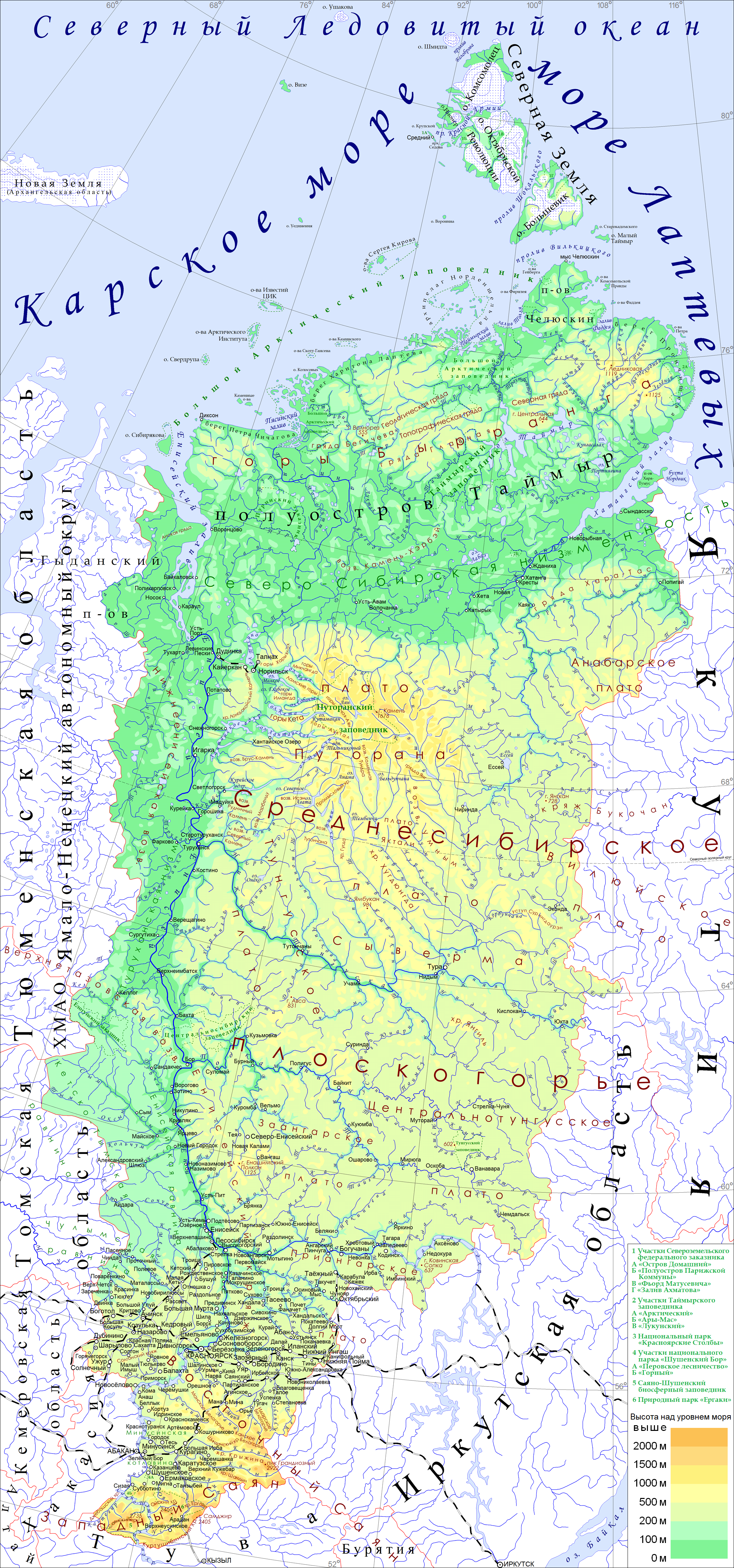
Физическая карта Красноярского края

По состоянию на 2025 год в Красноярском крае насчитывается 133 особо охраняемых природных территории (ООПТ). Четыре имеют статус местного значения, 118 — краевого (регионального) и 11 — федерального; ещё 18 ООПТ планируется создать к 2030 году. Общая площадь функционирующих ООПТ федерального значения — 11,59 млн га, краевого — 3,26 млн га, местного — 20,7 тыс. га.
Существующая структура ООПТ местного значения состоит из одного охраняемого водного объекта и трёх охраняемых долинных комплексов. В числе имеющих краевое значение один природный парк, 42 заказника, 70 памятников природы и четыре микрозаказника. Структура ООПТ федерального значения представлена шестью государственными природными заповедниками («Саяно-Шушенский», «Таймырский», «Центральносибирский», «Путоранский», «Тунгусский» и «Большой Арктический»), двумя национальными парками («Красноярские Столбы» и «Шушенский бор») и тремя государственными заказниками («Елогуйский», «Пуринский» и «Североземельский»).

## История
Первой ООПТ в Красноярском крае и одной из первых в России стал заповедник «Красноярские Столбы» (с 2019 года — национальный парк), созданный 30 июня 1925 года и получивший всесоюзное значение в 1947 году.
К 1970-м годам в СССР расширилось число статусов охраняемых территорий: появились заказники, национальные и природные парки и прочие. История региональной сети ООПТ берёт начало в 1963 году, когда решением Красноярского исполкома крайсовета организовано 18 заказников краевого значения. В основном их сформировали в угодьях, где проводились выпуски бобра и баргузинского соболя. Один из них находился на территории Хакасии, которая позже вышла из состава края и стала самостоятельным субъектом. После принятия в 1995 году Федерального закона «Об особо охраняемых природных территориях» стала возможной организация ООПТ, направленных не только на сохранение или восстановление определённых видов животных, но и природных комплексов и объектов, имеющих особое природоохранное, научное, культурное, эстетическое, рекреационное и оздоровительное значение.
В 2000 году создано краевое государственное учреждение «Дирекция по особо охраняемым природным территориям Красноярского края». В 2011 году образована первая в регионе ООПТ местного значения — охраняемый водный объект «Прутовское мелководье».

## Определения
Основным нормативно-правовым актом, регулирующим организацию и функционирование особо охраняемых природных территорий (ООПТ), в России выступает Федеральный закон от 14 марта 1995 года № 33-ФЗ «Об особо охраняемых природных территориях». Им устанавливаются правовые основы использования ООПТ в целях сохранения природных комплексов и объектов, видов флоры и фауны, естественных экологических систем, биоразнообразия; проведения научных исследований в области экологического просвещения, охраны и мониторинга окружающей среды. Закон определяет ООПТ как земельные и водные участки, а также воздушное пространство над ними, где расположены природные комплексы и объекты, представляющие особую природоохранную, научную, культурную, эстетическую, рекреационную и оздоровительную ценность, которые полностью или частично изъяты из хозяйственного использования и для которых установлен режим особой охраны. ООПТ России могут иметь федеральное, региональное (в случае Красноярского края — краевое) или местное значение и находиться соответственно в ведении федеральных органов исполнительной власти, органов исполнительных власти субъектов и органов местного самоуправления.
На государственном уровне вопросы установления особого режима использования земель ООПТ и их охраны регулируются Министерством природных ресурсов и экологии Российской Федерации, а также Министерством экологии и рационального природопользования Красноярского края.  В целях обеспечения экологической безопасности, охраны природных комплексов и поддержания устойчивого функционирования экосистем в пределах охраняемых территорий региона создано краевое государственное бюджетное учреждение «Дирекция по особо охраняемым природным территориям Красноярского края». Его деятельность основана на нормах федерального и регионального законодательства в сфере охраны окружающей среды.
На 2024 год в Красноярском крае действуют ООПТ следующих типов:
- Заповедники — природоохранные, научно-исследовательские и эколого-просветительские учреждения, имеющие целью изучение естественного хода природных процессов. Ими проводится работа по учёту, восстановлению и увеличению численности редких и наиболее ценных представителей растительного и животного мира, обеспечению сохранения природного биоразнообразия и естественного генофонда флоры и фауны[23]. Относятся к ООПТ федерального значения[17]. Их земельные участки и природные ресурсы полностью изъяты из хозяйственного оборота и переданы в федеральную собственность[23].
- Национальные парки — ООПТ, используемые не только в природоохранных, но и в рекреационных и культурных целях[23]. Как и заповедники, причислены к территориям федерального значения[17]. На их территория выделяется зоны, где хозяйственная деятельность запрещена полностью, а также зоны, где ограничения на неё слабее. Их земельные участки и природные ресурсы находятся в федеральной собственности (за исключением земельных участков, расположенных в границах населённых пунктов, включённых в состав парка)[17].
- Природные парки — ООПТ, имеющие значительное сходство в правовом аспекте с национальными парками, но находящиеся в ведении органов Красноярского края, а не федеральной власти[23]. Организованы с целью сохранения природных комплексов и объектов, достопримечательных природных образований, редких и находящихся под угрозой исчезновения, а также иных объектов растительного и животного мира, их генетического фонда[24].
- Заказники — ООПТ, имеющие особое значение для сохранения или восстановления природных комплексов или их отдельных компонентов и поддержания экологического баланса[17]. Могут находится в ведении как региональных властей, так федеральных[25]. Имеют несколько профилей, в Красноярском крае представлены следующие[26]:
  - комплексные, созданные для сохранения и восстановления природных комплексов[26];
  - биологические, созданные для сохранения и восстановления редких и исчезающих видов животных и растений, включая ценные в хозяйственном, научном и культурном отношениях виды[26].
- Памятники природы — ООПТ, ставящие целью охрану уникальных, невосполнимых, ценных в экологическом, научном, культурном и эстетическом отношениях природных комплексов, а также объектов естественного и искусственного происхождения[24][27]. Могут иметь федеральное либо региональное значение[23]; в Красноярском крае присутствуют только имеющие региональный статус[1].
- Микрозаказники — ООПТ, занимающие незначительную площадь и имеющие особо важное значение для обеспечения функционирования отдельных природных группировок животных и ценных видов растений, а также сохранения редких и находящихся под угрозой исчезновения представителей флоры и фауны с «точечным» характером распространения[24][28]. Имеют краевое значение[19].
- Охраняемый водный объект — ООПТ местного значения, сформированная с целью сохранения популяции особо ценных видов рыб (сибирский осётр, стерлядь, сиг, тугун) и их естественной среды обитания[29].
- Охраняемые долинные комплексы — ООПТ местного значения, организованные для защиты уникальных природных ландшафтов, охраны и воспроизводства охотничьих животных, сохранения и восстановления численности находящихся под угрозой исчезновения видов зверей, птиц и растений. Ещё одна цель — сохранение культурно-исторических основ традиционного природопользования коренных малочисленных народов Севера[29].

## Местного значения
| № | Изображение | Название              | Категория                    | Профиль         | Кластерность | Площадь, га | Район       | Международный статус | Дата создания    |
| - | ----------- | --------------------- | ---------------------------- | --------------- | ------------ | ----------- | ----------- | -------------------- | ---------------- |
| 1 | —           | Прутовское мелководье | охраняемый водный объект     | гидрологический | 1            | 79,7        | Енисейский  | отсутствует          | 30 сентября 2011 |
| 2 |             | Река Северная         | охраняемый долинный комплекс | комплексный     | 1            | 6800        | Туруханский | отсутствует          | 18 мая 2013      |
| 3 | —           | Река Фатьяниха        | охраняемый долинный комплекс | комплексный     | 1            | 7810        | Туруханский | отсутствует          | 18 мая 2013      |
| 4 | —           | Река Сухая Тунгуска   | охраняемый долинный комплекс | комплексный     | 1            | 6050        | Туруханский | отсутствует          | 18 мая 2013      |

## Краевого значения
| №   | Изображение | Название                                                                                   | Категория        | Профиль                           | Кластерность | Площадь, га | Район                                                                      | Международный статус                                                         | Дата создания    |
| --- | ----------- | ------------------------------------------------------------------------------------------ | ---------------- | --------------------------------- | ------------ | ----------- | -------------------------------------------------------------------------- | ---------------------------------------------------------------------------- | ---------------- |
| 1   | —           | Агапа                                                                                      | заказник         | комплексный                       | 1            | 90 007,88   | Таймырский Долгано- Ненецкий                                               | водно-болотное угодье типа Vt, Tp, O, Tr, M, N (по Рамсарской классификации) | 29 августа 2013  |
| 2   | —           | Арга                                                                                       | заказник         | комплексный                       | 1            | 91 884,81   | Ачинский Боготольский Назаровский                                          | отсутствует                                                                  | 25 октября 1963  |
| 3   | —           | Березовая дубрава                                                                          | заказник         | биологический                     | 1            | 29 553,93   | Назаровский Шарыповский                                                    | отсутствует                                                                  | 25 октября 1963  |
| 4   | —           | Берёзовский                                                                                | заказник         | биологический                     | 1            | 27 940      | Шарыповский                                                                | отсутствует                                                                  | 22 января 1988   |
| 5   |             | Богучанский                                                                                | заказник         | комплексный                       | 2            | 201 505,45  | Богучанский                                                                | отсутствует                                                                  | 27 мая 2004      |
| 6   |             | Большая Пашкина                                                                            | заказник         | биологический                     | 1            | 51 125,7    | Шушенский                                                                  | отсутствует                                                                  | 27 мая 2004      |
| 7   |             | Большая степь                                                                              | заказник         | комплексный                       | 1            | 41 295,82   | Дзержинский Тасеевский                                                     | отсутствует                                                                  | 18 октября 2011  |
| 8   |             | Больше-Касский                                                                             | заказник         | комплексный                       | 1            | 75 206,3    | Енисейский                                                                 | отсутствует                                                                  | 25 октября 1963  |
| 9   |             | Больше-Кемчугский                                                                          | заказник         | комплексный                       | 1            | 70 935,8    | Бирилюсский Емельяновский Козульский                                       | отсутствует                                                                  | 25 октября 1963  |
| 10  | —           | Большемуртинский                                                                           | заказник         | биологический                     | 1            | 84 397,28   | Большемуртинский Сухобузимский                                             | отсутствует                                                                  | 13 февраля 1974  |
| 11  |             | Бреховские Острова                                                                         | заказник         | комплексный                       | 1            | 288 487     | Таймырский Долгано- Ненецкий                                               | водно-болотное угодье типа L (по Рамсарской классификации)                   | 22 января 1999   |
| 12  | —           | Бюзинский                                                                                  | заказник         | биологический                     | 2            | 27 019,08   | Балахтинский                                                               | отсутствует                                                                  | 3 декабря 2013   |
| 13  | —           | Гагульская котловина                                                                       | заказник         | комплексный                       | 1            | 24 628,46   | Ермаковский                                                                | отсутствует                                                                  | 15 июня 2007     |
| 14  | —           | Жура                                                                                       | заказник         | биологический                     | 1            | 27 065,04   | Балахтинский                                                               | отсутствует                                                                  | 4 декабря 2012   |
| 15  | —           | Кандатский                                                                                 | заказник         | биологический                     | 1            | 50 462,04   | Большеулуйский Бирилюсский Тюхтетский                                      | отсутствует                                                                  | 13 февраля 1974  |
| 16  | —           | Кебежский                                                                                  | заказник         | биологический                     | 1            | 21 277,95   | Ермаковский Каратузский                                                    | отсутствует                                                                  | 25 октября 1963  |
| 17  | —           | Кемский                                                                                    | заказник         | комплексный                       | 1            | 16 099,88   | Казачинский Пировский                                                      | отсутствует                                                                  | 25 октября 1963  |
| 18  |             | Краснотуранский бор                                                                        | заказник         | комплексный                       | 1            | 40 157,34   | Краснотуранский                                                            | отсутствует                                                                  | 25 октября 1963  |
| 19  |             | Красноярский                                                                               | заказник         | комплексный                       | 6            | 348 529,84  | Березовский Балахтинский Емельяновский Манский ГО Дивногорск ГО Красноярск | отсутствует                                                                  | 20 апреля 2010   |
| 20  | —           | Маковский                                                                                  | заказник         | комплексный                       | 2            | 133 379,33  | Бирилюсский Енисейский                                                     | отсутствует                                                                  | 25 октября 1963  |
| 21  | —           | Мало-Кемчугский                                                                            | заказник         | комплексный                       | 1            | 36 793,54   | Большемуртинский Емельяновский                                             | отсутствует                                                                  | 25 октября 1963  |
| 22  | —           | Машуковский                                                                                | заказник         | комплексный                       | 1            | 53 229,55   | Мотыгинский Тасеевский                                                     | отсутствует                                                                  | 31 декабря 2004  |
| 23  |             | Мотыгинское многоостровье                                                                  | заказник         | комплексный                       | 2            | 12 297,31   | Мотыгинский                                                                | отсутствует                                                                  | 21 ноября 2003   |
| 24  | —           | Огнянский                                                                                  | заказник         | комплексный                       | 1            | 108 232,56  | Мотыгинский                                                                | отсутствует                                                                  | 31 декабря 2004  |
| 25  | —           | Озеро Виви                                                                                 | заказник         | комплексный                       | 1            | 203 090,45  | Эвенкийский                                                                | отсутствует                                                                  | 16 ноября 2021   |
| 26  | —           | Причулымский                                                                               | заказник         | биологический                     | 1            | 43 152,16   | Ачинский Боготольский                                                      | отсутствует                                                                  | 24 декабря 1976  |
| 27  | —           | Пушкариха                                                                                  | заказник         | комплексный                       | 1            | 21 393,37   | Балахтинский                                                               | отсутствует                                                                  | 30 июля 2013     |
| 28  | —           | Река Бахта                                                                                 | заказник         | комплексный                       | 1            | 27 315,69   | Туруханский                                                                | отсутствует                                                                  | 27 декабря 2022  |
| 29  | —           | Река Татарка                                                                               | заказник         | комплексный                       | 1            | 81 690,33   | Мотыгинский                                                                | отсутствует                                                                  | 31 декабря 2004  |
| 30  | —           | Салбат                                                                                     | заказник         | комплексный                       | 1            | 18082,76    | Ужурский Шарыповский                                                       | отсутствует                                                                  | 5 апреля 2016    |
| 31  | —           | Саратовское болото                                                                         | заказник         | биологический                     | 1            | 6505,17     | Сухобузимский                                                              | водно-болотное угодье типа Xp, U, Xf («Теневой» список Рамсарской конвенции) | 1 декабря 2015   |
| 32  | —           | Сисимский                                                                                  | заказник         | комплексный                       | 1            | 36835,02    | Курагинский Идринский                                                      | отсутствует                                                                  | 11 апреля 1975   |
| 33  | —           | Солгонский кряж                                                                            | заказник         | комплексный                       | 1            | 114154,82   | Ужурский Назаровский Балахтинский Козульский                               | отсутствует                                                                  | 25 октября 1963  |
| 34  | —           | Тайбинский                                                                                 | заказник         | комплексный                       | 1            | 67292,24    | Ирбейский                                                                  | отсутствует                                                                  | 14 января 1987   |
| 35  | —           | Тальско-Гаревский                                                                          | заказник         | биологический                     | 1            | 34893,25    | Большемуртинский Сухобузимский                                             | отсутствует                                                                  | 26 апреля 1972   |
| 36  | —           | Тиличетский                                                                                | заказник         | биологический                     | 1            | 59425,5     | Абанский Нижнеингашский                                                    | отсутствует                                                                  | 26 июля 1972     |
| 37  | —           | Тохтай                                                                                     | заказник         | биологический                     | 1            | 14414,33    | Ермаковский                                                                | отсутствует                                                                  | 6 июня 2007      |
| 38  |             | Туруханский имени академика Е. Е. Сыроечковского                                           | заказник         | комплексный                       | 1            | 123490,1    | Туруханский                                                                | отсутствует                                                                  | 5 марта 1981     |
| 39  | —           | Тюхтетско-Шадатский                                                                        | заказник         | биологический                     | 1            | 25744       | Каратузский                                                                | водно-болотное угодье типа Xp, U («Теневой» список Рамсарской конвенции)     | 1 декабря 2015   |
| 40  | —           | Убейско-Салбинский                                                                         | заказник         | биологический                     | 1            | 15788,74    | Краснотуранский Новосёловский                                              | отсутствует                                                                  | 15 августа 1977  |
| 41  | —           | Хабыкский                                                                                  | заказник         | биологический                     | 1            | 8700        | Идринский                                                                  | отсутствует                                                                  | 25 октября 1963  |
| 42  | —           | Чулымский                                                                                  | заказник         | биологический                     | 1            | 15582,72    | Тюхтетский                                                                 | отсутствует                                                                  | 9 ноября 2006    |
| 43  | —           | Жаровский                                                                                  | микрозаказник    | ботанический                      | 1            | 2927,5      | Курагинский                                                                | отсутствует                                                                  | 4 февраля 2020   |
| 44  | —           | Кавказский бор                                                                             | микрозаказник    | ботанический                      | 1            | 547,6       | Минусинский                                                                | отсутствует                                                                  | 17 января 2023   |
| 45  | —           | Кедровый остров «Колупаевка»                                                               | микрозаказник    | ботанический                      | 1            | 299,35      | Ермаковский                                                                | отсутствует                                                                  | 12 сентября 2007 |
| 46  |             | Манское займище                                                                            | микрозаказник    | ботанический                      | 1            | 941,02      | Емельяновский ГО Дивногорск                                                | отсутствует                                                                  | 13 июня 2023     |
| 47  |             | Анашенский бор                                                                             | памятник природы | комплексный                       | 1            | 5849        | Новосёловский                                                              | отсутствует                                                                  | 28 декабря 1987  |
| 48  | —           | Баджейские пещеры                                                                          | памятник природы | геологический                     | 1            | 294,5       | Манский                                                                    | отсутствует                                                                  | 14 ноября 2023   |
| 49  |             | Базаихский разрез                                                                          | памятник природы | геологический                     | 1            | 134,21      | ГО Красноярск                                                              | отсутствует                                                                  | 28 апреля 2020   |
| 50  | —           | Берёзово-муравьиная роща                                                                   | памятник природы | зоологический                     | 3            | 100,075     | Емельяновский                                                              | отсутствует                                                                  | 28 декабря 1987  |
| 51  | —           | Верховье реки первой Белой                                                                 | памятник природы | ботанический                      | 1            | 30          | Ермаковский                                                                | отсутствует                                                                  | 25 февраля 1993  |
| 52  |             | Второй родник на реке Ужурка                                                               | памятник природы | гидрологический                   | 1            | 4,51        | г. Ужур                                                                    | отсутствует                                                                  | 16 января 1991   |
| 53  | —           | Географический центр Российской Федерации                                                  | памятник природы | природно-исторический             | 1            | 11859       | Эвенкийский                                                                | отсутствует                                                                  | 24 марта 1993    |
| 54  |             | Геологические обнажения «Пёстрые скалы»                                                    | памятник природы | геологический                     | 1            | 7,99        | Таймырский Долгано- Ненецкий                                               | отсутствует                                                                  | 21 сентября 1981 |
| 55  | —           | Геологический разрез по реке Ореш                                                          | памятник природы | геологический                     | 1            | 10          | Ермаковский                                                                | отсутствует                                                                  | 21 сентября 1981 |
| 56  | —           | Геологическое Попигайское обнажение                                                        | памятник природы | геологический                     | 1            | 14,34       | Таймырский Долгано- Ненецкий                                               | отсутствует                                                                  | 21 сентября 1981 |
| 57  | —           | Гмирянский бор                                                                             | памятник природы | ботанический                      | 1            | 230,60      | Рыбинский                                                                  | отсутствует                                                                  | 21 сентября 1981 |
| 58  |             | Дендрарий Сибирского государственного технологического университета                        | памятник природы | ботанический                      | 1            | 9,35        | Емельяновский                                                              | отсутствует                                                                  | 19 декабря 1984  |
| 59  | —           | Дендросад в районе Старого скита                                                           | памятник природы | ботанический                      | 1            | 1,26        | ГО Дивногорск                                                              | отсутствует                                                                  | 21 сентября 1981 |
| 60  |             | Кинзелюкский водопад                                                                       | памятник природы | гидрологический                   | 1            | 8723,98     | Курагинский                                                                | отсутствует                                                                  | 14 апреля 2020   |
| 61  | —           | Красивая берёзка                                                                           | памятник природы | ботанический                      | 1            | 0,015       | Абанский                                                                   | отсутствует                                                                  | 16 января 1991   |
| 62  |             | Кривинский бор                                                                             | памятник природы | ботанический                      | 1            | 1371,11     | Минусинский                                                                | отсутствует                                                                  | 6 ноября 2007    |
| 63  |             | Ландшафтный участок «Каменный городок»                                                     | памятник природы | геологический                     | 1            | 205,093     | Ермаковский                                                                | отсутствует                                                                  | 21 сентября 1981 |
| 64  | —           | Ландшафтный участок «Красные камни»                                                        | памятник природы | комплексный                       | 1            | 9,94        | ГО Норильск                                                                | отсутствует                                                                  | 19 декабря 1984  |
| 65  | —           | Ледоминеральный комплекс «Ледяная гора»                                                    | памятник природы | геологический                     | 1            | 1716,18     | Туруханский                                                                | отсутствует                                                                  | 29 марта 1995    |
| 66  | —           | Лесной массив «Анцирские дачи»                                                             | памятник природы | комплексный                       | 1            | 926,34      | Канский                                                                    | отсутствует                                                                  | 25 декабря 1985  |
| 67  |             | Лесной массив в 9-м микрорайоне города Лесосибирска                                        | памятник природы | ботанический                      | 1            | 2,5         | ГО Лесосибирск                                                             | отсутствует                                                                  | 21 сентября 1981 |
| 68  | —           | Лесные культуры лиственницы и сосны (насаждения 1887 года)                                 | памятник природы | ботанический                      | 1            | 0,9         | Боготольский                                                               | отсутствует                                                                  | 16 января 1991   |
| 69  | —           | Лесные культуры сосны (искусственные насаждения 1886 года)                                 | памятник природы | ботанический                      | 1            | 2,4         | Боготольский                                                               | отсутствует                                                                  | 16 января 1991   |
| 70  | —           | Лесополоса вдоль дороги Назарово-Ильинка-Медведск                                          | памятник природы | природно-исторический             | 1            | 16,07       | Назаровский ГО Назарово                                                    | отсутствует                                                                  | 28 декабря 1987  |
| 71  | —           | Лиственничная аллея протяженностью 1500 метров                                             | памятник природы | ботанический                      | 1            | 1,7         | Боготольский                                                               | отсутствует                                                                  | 16 января 1991   |
| 72  | —           | Лугавский бор                                                                              | памятник природы | ботанический                      | 1            | 1993,88     | Минусинский                                                                | отсутствует                                                                  | 21 сентября 1981 |
| 73  | —           | Маралья скала                                                                              | памятник природы | комплексный                       | 1            | 10          | Ермаковский                                                                | отсутствует                                                                  | 25 февраля 1993  |
| 74  | —           | Место падения метеорита «Палласово железо»                                                 | памятник природы | комплексный                       | 1            | 78,33       | Новосёловский Балахтинский                                                 | отсутствует                                                                  | 28 декабря 1987  |
| 75  | —           | Место произрастания реликтового лекарственного растения эфедра                             | памятник природы | ботанический                      | 1            | 8,98        | Канский                                                                    | отсутствует                                                                  | 25 декабря 1985  |
| 76  |             | Мининские Столбы                                                                           | памятник природы | комплексный                       | 1            | 4372,1      | Емельяновский ГО Дивногорск                                                | отсутствует                                                                  | 19 августа 2002  |
| 77  |             | Музей вечной мерзлоты                                                                      | памятник природы | геологический                     | 1            | 2,82        | Туруханский                                                                | отсутствует                                                                  | 29 марта 1995    |
| 78  |             | Обь-Енисейский соединительный водный путь                                                  | памятник природы | природно-исторический             | 1            | 5938,87     | Енисейский                                                                 | отсутствует                                                                  | 16 января 1991   |
| 79  | —           | Озеро Абакшинское                                                                          | памятник природы | гидрологический                   | 1            | 50,089      | Сухобузимский                                                              | отсутствует                                                                  | 19 декабря 1984  |
| 80  |             | Озеро Инголь                                                                               | памятник природы | гидрологический                   | 1            | 3184,65     | Шарыповский                                                                | отсутствует                                                                  | 21 декабря 1983  |
| 81  |             | Озеро Монастырское                                                                         | памятник природы | гидрологический                   | 1            | 547,84      | Енисейский                                                                 | отсутствует                                                                  | 6 июня 2007      |
| 82  |             | Озеро Ойское                                                                               | памятник природы | гидрологический                   | 1            | 75,17       | Ермаковский                                                                | отсутствует                                                                  | 25 декабря 1985  |
| 83  |             | Озеро Светленькое                                                                          | памятник природы | гидрологический                   | 1            | 4093        | Енисейский                                                                 | отсутствует                                                                  | 25 февраля 1993  |
| 84  | —           | Озеро Святое                                                                               | памятник природы | гидрологический                   | 1            | 45,92       | Абанский                                                                   | отсутствует                                                                  | 16 января 1991   |
| 85  |             | Озеро Тиберкуль                                                                            | памятник природы | гидрологический                   | 1            | 7072        | Курагинский                                                                | отсутствует                                                                  | 28 декабря 1987  |
| 86  |             | Озеро Цинголь                                                                              | памятник природы | гидрологический                   | 1            | 2539,22     | Шарыповский                                                                | отсутствует                                                                  | 21 декабря 1983  |
| 87  | —           | Пещера Айдашенская                                                                         | памятник природы | геологический                     | 1            | 1,2         | Ачинский ГО Ачинск                                                         | отсутствует                                                                  | 8 июня 1977      |
| 88  | —           | Пещера Баджейская                                                                          | памятник природы | геологический                     | 1            | 36,01       | Манский                                                                    | отсутствует                                                                  | 8 июня 1977      |
| 89  |             | Пещера Большая Орешная                                                                     | памятник природы | геологический                     | 1            | 84,78       | Манский                                                                    | отсутствует                                                                  | 8 июня 1977      |
| 90  |             | Пещера Караульная                                                                          | памятник природы | геологический                     | 1            | 10,50       | Емельяновский                                                              | отсутствует                                                                  | 8 июня 1977      |
| 91  | —           | Пещера Кубинская                                                                           | памятник природы | геологический                     | 1            | 15,08       | ГО Дивногорск                                                              | отсутствует                                                                  | 8 июня 1977      |
| 92  | —           | Пещера Лысанская                                                                           | памятник природы | геологический                     | 1            | 20,43       | Курагинский                                                                | отсутствует                                                                  | 8 июня 1977      |
| 93  | —           | Пещера Майская                                                                             | памятник природы | геологический                     | 1            | 5,57        | ГО Дивногорск                                                              | отсутствует                                                                  | 8 июня 1977      |
| 94  | —           | Пещера Партизанская                                                                        | памятник природы | геологический                     | 1            | 254         | Берёзовский                                                                | отсутствует                                                                  | 14 декабря 2017  |
| 95  | —           | Припоселковый (село Тюхтет) сосновый бор                                                   | памятник природы | ботанический                      | 1            | 55,56       | Тюхтетский                                                                 | отсутствует                                                                  | 19 декабря 1984  |
| 96  |             | Река Шушь                                                                                  | памятник природы | гидрологический                   | 1            | 1052,17     | Шушенский Ермаковский                                                      | отсутствует                                                                  | 19 декабря 1984  |
| 97  | —           | Родник «Белый брод»                                                                        | памятник природы | гидрологический                   | 1            | 9,19        | Ужурский                                                                   | отсутствует                                                                  | 16 января 1901   |
| 98  | —           | Родник в квартале № 134 по левобережью реки Катык                                          | памятник природы | гидрологический                   | 1            | 3,13        | Тюхтетский                                                                 | отсутствует                                                                  | 19 декабря 1984  |
| 99  |             | Родник в районе Академгородка                                                              | памятник природы | гидрологический                   | 1            | 0,0001      | ГО Красноярск                                                              | отсутствует                                                                  | 19 декабря 1984  |
| 100 | —           | Родник села Ильинка                                                                        | памятник природы | гидрологический                   | 1            | 3,11        | Назаровский                                                                | отсутствует                                                                  | 28 декабря 1987  |
| 101 | —           | Рыбинский бор                                                                              | памятник природы | ботанический                      | 1            | 1333,07     | Рыбинский                                                                  | отсутствует                                                                  | 19 декабря 1984  |
| 102 | —           | Сныть реликтовая                                                                           | памятник природы | ботанический                      | 1            | 4,03        | Ермаковский                                                                | отсутствует                                                                  | 25 декабря 1985  |
| 103 | —           | Сосновый бор (бассейн реки Байкалиха)                                                      | памятник природы | ботанический                      | 1            | 109,02      | Туруханский                                                                | отсутствует                                                                  | 21 сентября 1981 |
| 104 | —           | Сосновый бор в городе Канске                                                               | памятник природы | биологический                     | 1            | 130,9       | ГО Канск                                                                   | отсутствует                                                                  | 25 декабря 1985  |
| 105 | —           | Сосновый бор в квартале № 1056 Енисейского участкового лесничества Енисейского лесничества | памятник природы | ботанический                      | 1            | 779,04      | Енисейский                                                                 | отсутствует                                                                  | 17 мая 2002      |
| 106 |             | Суломайские столбы                                                                         | памятник природы | геологический                     | 1            | 2452,01     | Эвенкийский                                                                | отсутствует                                                                  | 25 декабря 1985  |
| 107 | —           | Тайгишская стрелка                                                                         | памятник природы | ботанический                      | 1            | 32,51       | Каратузский                                                                | отсутствует                                                                  | 17 июля 2018     |
| 108 |             | Торгашинское местонахождение раннедевонской флоры                                          | памятник природы | геологический                     | 1            | 5,97        | ГО Красноярск                                                              | отсутствует                                                                  | 4 августа 2020   |
| 109 | —           | Трифоновский залив                                                                         | памятник природы | геологический, палеонтологический | н/д          | 11          | Новосёловский                                                              | н/д                                                                          | 8 октября 2024   |
| 110 | —           | Урочище «Сосновый носок»                                                                   | памятник природы | комплексный                       | 1            | 10,35       | Ермаковский                                                                | отсутствует                                                                  | 21 сентября 1981 |
| 111 | —           | Устье Татарского                                                                           | памятник природы | ботанический                      | 1            | 0,7         | Каратузский                                                                | отсутствует                                                                  | 17 июля 2018     |
| 112 | —           | Участок лиственничного леса в районе озера Собачьего                                       | памятник природы | комплексный                       | 1            | 99,55       | Таймырский Долгано- Ненецкий                                               | отсутствует                                                                  | 21 сентября 1981 |
| 113 |             | Участок смешанного леса в посёлке Подтёсово                                                | памятник природы | ботанический                      | 1            | 47,08       | Енисейский                                                                 | отсутствует                                                                  | 21 сентября 1981 |
| 114 | —           | Химдым                                                                                     | памятник природы | ботанический                      | 1            | 7,14        | Каратузский Ермаковский                                                    | отсутствует                                                                  | 17 июля 2018     |
| 115 |             | Чёрная Сопка                                                                               | памятник природы | комплексный                       | 1            | 3097        | Берёзовский                                                                | отсутствует                                                                  | 2 апреля 2019    |
| 116 | —           | Чинжебский водопад                                                                         | памятник природы | гидрологический                   | 1            | 0,024       | Курагинский                                                                | отсутствует                                                                  | 28 декабря 1987  |
| 117 |             | Ергаки                                                                                     | природный парк   | не определён                      | 1            | 342 873     | Ермаковский Каратузский                                                    | отсутствует                                                                  | 4 апреля 2005    |
| 118 |             | Койское Белогорье                                                                          | памятник природы | н/д                               | н/д          | 13 427      | Манский Партизанский Саянский                                              | н/д                                                                          | 26 ноября 2024   |

## Федерального значения
| №  | Изображение | Название            | Категория         | Профиль       | Кластерность | Площадь, га | Район                        | Международный статус | Дата создания                                        |
| -- | ----------- | ------------------- | ----------------- | ------------- | ------------ | ----------- | ---------------------------- | --- | ---------------------------------------------------- |
| 1  | —           | Елогуйский          | заказник          | н/д           | 1            | 747 600     | Туруханский                  | н/д | 10 марта 1987                                        |
| 2  | —           | Пуринский           | заказник          | биологический | 1            | 787 500     | Таймырский Долгано- Ненецкий | входит в состав водно-болотного угодья международного значения «Междуречье и долины рек Пуры и Мокоритто, включая государственный заказник „Пуринский“» | 6 июля 1988                                          |
| 3  | —           | Североземельский    | заказник          | комплексный   | 4            | 421 700     | Таймырский Долгано- Ненецкий | н/д | 3 апреля 1996                                        |
| 4  |             | Большой Арктический | заповедник        | н/д           | 7            | 4 169 222   | Таймырский Долгано- Ненецкий | ряд объектов внесён в «Теневой» список | 11 мая 1993                                          |
| 5  |             | Путоранский         | заповедник        | н/д           | 1            | 1 887 251   | Таймырский Долгано- Ненецкий | памятник Всемирного наследия | 15 декабря 1988                                      |
| 6  |             | Саяно-Шушенский     | заповедник        | н/д           | 1            | 390 368     | Ермаковский Шушенский        | биосферный резерват | 17 марта 1976                                        |
| 7  |             | Таймырский          | заповедник        | н/д           | 4            | 1 781 536   | Таймырский Долгано- Ненецкий | биосферный резерват | 23 февраля 1979                                      |
| 8  |             | Тунгусский          | заповедник        | н/д           | 1            | 296 562     | Эвенкийский                  | н/д | 9 октября 1995                                       |
| 9  |             | Центральносибирский | заповедник        | н/д           | 1            | 1 019 899   | Туруханский Эвенкийский      | биосферный резерват | 9 января 1985                                        |
| 10 |             | Красноярские Столбы | национальный парк | н/д           | н/д          | 47 219      | Берёзовский                  | кандидат на присвоение статуса биосферного резервата | 30 июня 1925 (заповедник) 4 декабря 2019 (нац. парк) |
| 11 |             | Шушенский бор       | национальный парк | н/д           | 2            | 39 200      | Шушенский                    | н/д | 3 ноября 1995                                        |

## Планируемые к созданию
| №  | Изображение | Название                     | Категория             | Профиль                      | Площадь, га | Район                                     | Международный статус                                       |
| -- | ----------- | ---------------------------- | --------------------- | ---------------------------- | ----------- | ----------------------------------------- | ---------------------------------------------------------- |
| 1  | —           | Ойское болото                | водно-болотные угодья | н/д                          | 2100        | Шушенский                                 | н/д                                                        |
| 2  | —           | Вороговские острова          | заказник              | водные биологические ресурсы | 36 000      | Туруханский                               | водно-болотное угодье типа M, P, Ts, Xf («Теневой» список) |
| 3  | —           | Канготовские протоки         | заказник              | комплексный                  | 156 000     | Туруханский                               | н/д                                                        |
| 4  |             | Канское белогорье            | заказник              | комплексный                  | 30 000      | Туруханский                               | н/д                                                        |
| 5  | —           | Лугавский бор                | заказник              | комплексный                  | 9700        | Туруханский                               | н/д                                                        |
| 6  |             | Озеро Маковское              | заказник              | водные биологические ресурсы | 19 000      | Туруханский                               | н/д                                                        |
| 7  |             | Сымский                      | заказник              | комплексный                  | 325 000     | Енисейский                                | н/д                                                        |
| 8  | —           | Гора Веховая                 | микрозаказник         | н/д                          | 1100        | Ермаковский                               | н/д                                                        |
| 9  | —           | Григорьевский косогор        | микрозаказник         | н/д                          | 200         | Ермаковский                               | н/д                                                        |
| 10 | —           | Кебежские скалы              | микрозаказник         | н/д                          | 400         | Ермаковский                               | н/д                                                        |
| 11 | —           | Марамзина                    | микрозаказник         | н/д                          | 400         | Ермаковский                               | н/д                                                        |
| 12 | —           | Осиновские косогоры          | микрозаказник         | н/д                          | 600         | Ермаковский                               | н/д                                                        |
| 13 | —           | Саркосома                    | микрозаказник         | н/д                          | 100         | Ермаковский                               | н/д                                                        |
| 14 |             | Комаровские пороги           | памятник природы      | гидрологический              | 1000        | Канский                                   | н/д                                                        |
| 15 | —           | Ойские утёсы                 | памятник природы      | зоологический, ботанический  | 200         | Шушенский                                 | н/д                                                        |
| 16 | —           | Синий камень                 | памятник природы      | зоологический, ботанический  | 100         | Шушенский                                 | н/д                                                        |
| 17 |             | Гремячая Грива               | природный парк        | н/д                          | 16 000      | Емельяновский г. Дивногорск г. Красноярск | н/д                                                        |
| 18 |             | Кедранский реликтовый остров | природный парк        | н/д                          | 48 000      | Ермаковский                               | н/д                                                        |

## Распределение

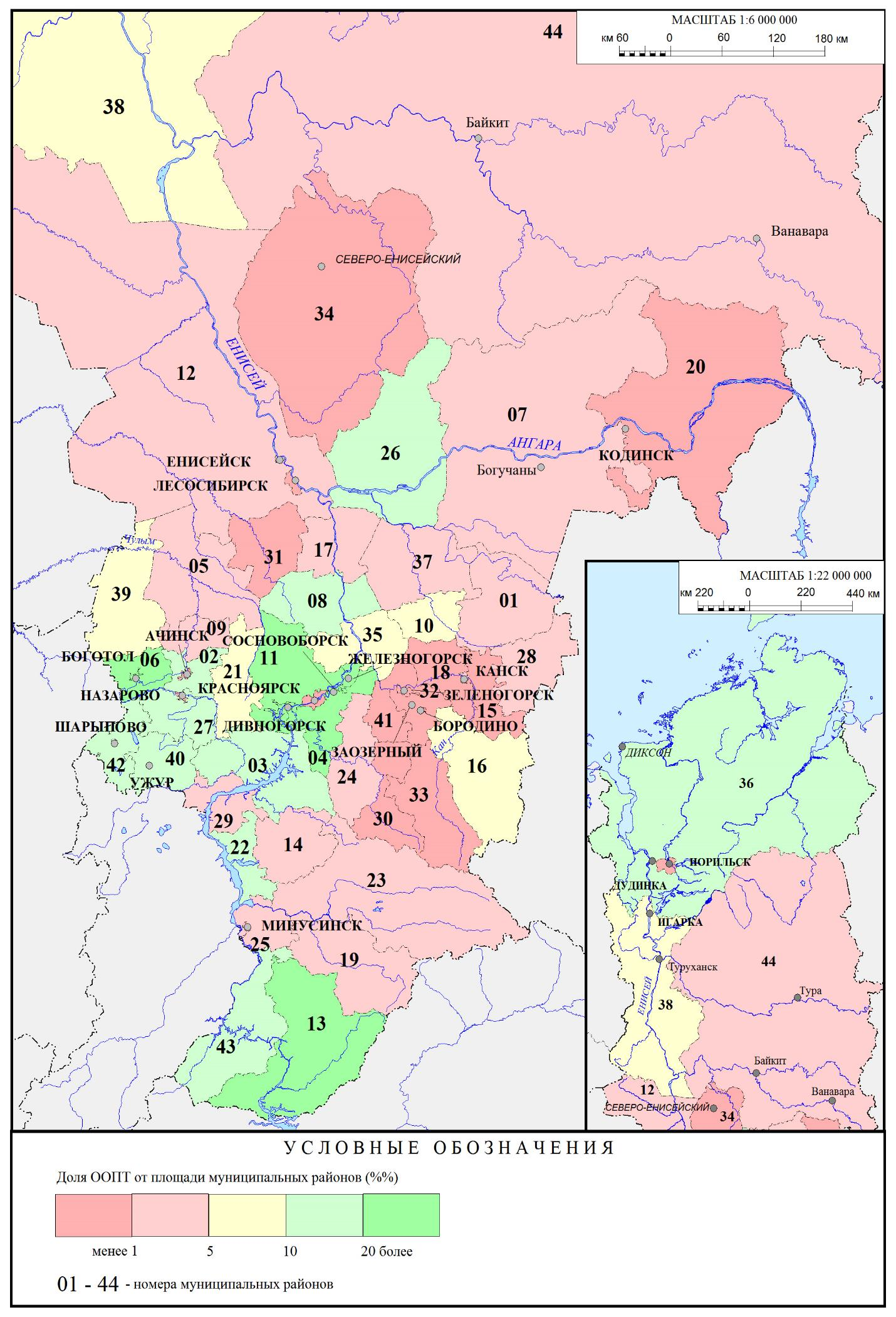
Доля особо охраняемых природных территорий от площади муниципальных районов Красноярского края по состоянию на 2023 год

По состоянию на конец 2023 года в пределах Красноярского края особо охраняемые природные территории распределены неравномерно. В шести муниципальных районах (Иланском, Кежемском, Партизанском, Саянском, Северо-Енисейском, Уярском), девяти городских округах (Боготол, Бородино, Енисейск, Минусинск, Сосновоборск, Шарыпово, закрытых административно-территориальных образованиях Железногорск, Зеленогорск, Солнечный) и посёлке Кедровый они отсутствуют. В Канском и Рыбинском районах, Пировском муниципальном округе, а также в городах Лесосибирске, Красноярске, Норильске, Ачинске и Назарове природоохранные зоны занимают менее 1 % от общей площади муниципального образования. В отдельных районах ООПТ занимают более 30 % территории: в Ермаковском — 38,6 % (682,1 тыс. га), Емельяновском — 33,9 % (251,9 тыс. га) и Берёзовском — 32,5 % (137,4 тыс. га). Наибольшие площади ООПТ охватывают в северных районах края: в Таймырском Долгано-Ненецком — 8,9 млн га (10,1 % от площади образования), Туруханском — 1,33 млн га (6,3 %), Эвенкийском — 1,63 млн га (2,1 %).
| №             | Район                        | Площадь района, тыс. га | Площади ООПТ, тыс. га | Площади ООПТ, тыс. га | Площади ООПТ, тыс. га | Доля ООПТ в площади района, % |
| №             | Район                        | Площадь района, тыс. га | федеральных           | краевых и местных     | всего                 | Доля ООПТ в площади района, % |
| ------------- | ---------------------------- | ----------------------- | --------------------- | --------------------- | --------------------- | ----------------------------- |
| 1             | Абанский                     | 951,1                   | —                     | 39,8                  | 39,8                  | 4,2                           |
| 2             | Ачинский                     | 252,6                   | —                     | 47,8                  | 47,8                  | 18,9                          |
| 3             | Балахтинский                 | 1025,0                  | —                     | 131,5                 | 131,5                 | 12,8                          |
| 4             | Берёзовский                  | 423,2                   | 47,2                  | 90,2                  | 137,4                 | 32,5                          |
| 5             | Бирилюсский                  | 1177,9                  | —                     | 33,0                  | 33,0                  | 2,8                           |
| 6             | Боготольский                 | 292,2                   | —                     | 86,8                  | 86,8                  | 29,7                          |
| 7             | Богучанский                  | 5398,5                  | —                     | 201,5                 | 201,5                 | 3,7                           |
| 8             | Большемуртинский             | 685,6                   | —                     | 84,8                  | 84,8                  | 12,4                          |
| 9             | Большеулуйский               | 270,8                   | —                     | 3,2                   | 3,2                   | 1,2                           |
| 10            | Дзержинский                  | 356,9                   | —                     | 24,2                  | 24,2                  | 6,8                           |
| 11            | Емельяновский                | 743,7                   | —                     | 251,9                 | 251,9                 | 33,9                          |
| 12            | Енисейский                   | 10 614,3                | —                     | 177,6                 | 177,6                 | 1,7                           |
| 13            | Ермаковский                  | 1765,2                  | 302,0                 | 380,1                 | 682,1                 | 38,6                          |
| 14            | Идринский                    | 611,5                   | —                     | 26,2                  | 26,2                  | 4,3                           |
| 15            | Ирбейский                    | 1092,1                  | —                     | 61,4                  | 61,4                  | 5,6                           |
| 16            | Казачинский                  | 575,5                   | —                     | 12,2                  | 12,2                  | 2,1                           |
| 17            | Канский                      | 432,1                   | —                     | 0,9                   | 0,9                   | 0,2                           |
| 18            | Каратузский                  | 1023,6                  | —                     | 49,5                  | 49,5                  | 4,8                           |
| 19            | Козульский                   | 530,5                   | —                     | 43,0                  | 43,0                  | 8,1                           |
| 20            | Краснотуранский              | 346,2                   | —                     | 44,6                  | 44,6                  | 12,9                          |
| 21            | Курагинский                  | 2407,3                  | —                     | 35,0                  | 35,0                  | 1,5                           |
| 22            | Манский                      | 595,9                   | —                     | 8,9                   | 8,9                   | 1,5                           |
| 23            | Минусинский                  | 318,5                   | —                     | 3,9                   | 3,9                   | 1,2                           |
| 24            | Мотыгинский                  | 1898,3                  | —                     | 254,0                 | 254,0                 | 13.3                          |
| 25            | Назаровский                  | 423,4                   | —                     | 66,4                  | 66,4                  | 15,7                          |
| 26            | Нижнеингашский               | 614,3                   | —                     | 19,7                  | 19,7                  | 3,2                           |
| 27            | Новосёловский                | 388,1                   | —                     | 17,3                  | 17,3                  | 4,5                           |
| 28            | Пировский                    | 624,1                   | —                     | 3,9                   | 3,9                   | 0,6                           |
| 29            | Рыбинский                    | 352,7                   | —                     | 1,6                   | 1,6                   | 0,5                           |
| 30            | Сухобузимский                | 561,2                   | —                     | 51,0                  | 51,0                  | 9,1                           |
| 31            | Таймырский Долгано- Ненецкий | 87 993,1                | 8523,2                | 378,6                 | 8 901,8               | 10,1                          |
| 32            | Тасеевский                   | 992,3                   | —                     | 18,6                  | 18,6                  | 1,9                           |
| 33            | Туруханский                  | 21 118,9                | 1172,5                | 156,0                 | 1328,5                | 6,3                           |
| 34            | Тюхтетский                   | 933,9                   | —                     | 51,7                  | 51,7                  | 5,5                           |
| 35            | Ужурский                     | 422,2                   | —                     | 63,8                  | 63,8                  | 15,1                          |
| 36            | Шарыповский                  | 375,1                   | —                     | 53,8                  | 53,8                  | 14,3                          |
| 37            | Шушенский                    | 1014,0                  | 127,6                 | 52,1                  | 179,7                 | 17,7                          |
| 38            | Эвенкийский                  | 76 319,7                | 1415,5                | 215,9                 | 1 631,4               | 2,1                           |
| 39            | г. Дивногорск                | 50,2                    | —                     | 11,5                  | 11,5                  | 22,9                          |
| 40            | г. Лесосибирск               | 27,1                    | —                     | 0,003                 | 0,003                 | 0,011                         |
| 41            | г. Красноярск                | 35,4                    | —                     | 0,15                  | 0,15                  | 0,4                           |
| 42            | г. Канск                     | 9,2                     | —                     | 0,13                  | 0,13                  | 1,4                           |
| 43            | г. Норильск                  | 450,9                   | —                     | 0,01                  | 0,01                  | 0,0022                        |
| 44            | г. Ачинск                    | 10,2                    | —                     | 0,0002                | 0,0002                | 0,002                         |
| 45            | г. Назарово                  | 8,8                     | —                     | 0,002                 | 0,002                 | 0,023                         |
| Итого по краю | Итого по краю                | 236 679,7               | 11 588,0              | 3275,0                | 14 842,2              | 6,27                          |

## Комментарии
1. ↑  Как в Федеральном законе от 14 марта 1995 года № 33-ФЗ «Об особо охраняемых природных территориях», так и в Законе Красноярского края от 28 сентября 1995 года № 7-175 «Об особо охраняемых природных территориях в Красноярском крае» оговаривается, что дендрологические парки и ботанические сады регионального значения могут находиться также в ведении государственных научных организаций и государственных образовательных организаций высшего образования[17][19]. По состоянию на 2025 год ООПТ таких типов в Красноярском крае не созданы[1].
2. ↑  Подразумевает присоединение к территории природного парка «Ергаки» территории бассейнов рек Большой и Малый Кебеж.